# Musique suédoise
 (février 2025).
La musique suédoise est typiquement scandinave et partage bien des aspects avec la musique norvégienne notamment, pays avec lequel la Suède a été unie de 1812 à 1905. On y retrouve[style à revoir] en effet des musiques autochtones (suédoise ou samie) en plus des musiques à danser importées d'Europe. La musique traditionnelle occupe encore une place importante, surtout au point de vue de la pratique vocale et de l'identité nationale. La musique classique par contre n'y a pas trouvé de grands compositeurs, mais des grands interprètes lyriques.
La Suède occupe discrètement depuis des années le devant de la scène internationale des musiques actuelles juste derrière les pays anglo-saxons. Le groupe ABBA occupe ainsi la deuxième place derrière les Beatles pour le nombre d'albums vendus dans le monde et la scène rock s'est largement exportée.

## Musique traditionnelle
La tradition instrumentale suédoise remonte au XIVe siècle avec la nyckelharpa (vièle à clefs) et la säckpipa (cornemuse), puis au XVIIe siècle pour la fiol (vièle). Il existe de ce fait une riche variété de musiques de danse gammaldans (polska, schottis, menuet, marche, valse, polonaise, mazurka, springlek, reinlander, hambos, polkett et ganglåt) importées au fil des siècles mais stoppées à l'orée du XIXe siècle par les fondamentalistes religieux qui assimilent le violon au démon (d'où l'apparition de l'accordéon à sa place). Parmi les airs (låtar) on trouve[style à revoir] aussi les skänklåt accompagnant les noces. Une technique vocale particulière accompagne parfois les danses : le trallning, consistant en solmisation de syllabe.
La musique vocale folkvisor est plus tardive et est restée séparée de la musique instrumentale avec des balladen (ou kämpavisor) (du répertoire skillingtryck datant du XIXe siècle), des chants de marins sjömansvisor et rallarvisor, des chansons à boire snapsvisor ou des kulning (un chant féminin d'appel des bêtes en alpage, représenté dans les années 2000 par Lena Willemark) ou locklåtar qui en est une variante syllabique. 
La collecte de ce répertoire remonte au XIXe siècle avec la formation de la Götiska Förbundet' en 1811, et la publication d'un folklore avec des arrangements. En 1890 eurent lieu les premières représentations de musique folklorique suédoise (spelmansmusik) par des spelmän (musiciens folks), suivies en 1906 par les premières rencontres folkloriques dominées par des vièlistes de Hälsingland. Après guerre, des groupes folks amateurs spelmanslag apparaissent à Dalarna. Ce n'est qu'à partir des années 1960 que le mouvement de folk revival émerge en incluant des instruments modernes et en formant des ensembles jusque-là inconnus. Des groupes tels Hedningarna et Garmarna font partie de cette reviviscence.
Parallèlement il y a aussi une musique autochtone d'inspiration samie, similaire à celle en Norvège ou en Finlande. Les Lapons sont connus pour leurs chants joik, lavlu et vuelie ainsi que leurs traditions chamaniques avec le troll drum.

## Musique classique
La Suède n'a pas produit de grands compositeurs classiques, mais il en existe quelques-uns de moindre envergure tels Carl Michael Bellman, Wilhelm Stenhammar, Wilhelm Peterson-Berger, Hugo Alfvén, Franz Berwald, Lars-Erik Larsson, Allan Pettersson et Johan Helmich Roman. Per Conrad Boman et Jacob Niclas Ahlström publient notamment Svenska folksånger, folkdanser och folklekar, le plus connu des recueils de musiques populaires suédoises du XIXe siècle.
Il a depuis longtemps une bonne école de chant lyrique avec notamment Jenny Lind, Jussi Björling, Birgit Nilsson, Nicolai Gedda, Anne Sofie von Otter et Nina Stemme. Par ailleurs la musique chorale est aussi très développée et contribue à la préservation de la musique suédoise et à l'identité nationale. Dans un autre genre, Evert Taube et Povel Ramel sont des troubadours modernes considérés comme classiques.

## Musique populaire
La musique occidentale connait un large développement dans le pays dont maints artistes sont reconnus internationalement. À la suite du mouvement roots revival déclenché 10 ans auparavant par le jazzman Jan Johansson en mêlant des éléments folks au jazz, des musiciens tels que Anekdoten, Janne Schaffer, Kaipa, Landberk, Pain of Salvation, The Flower Kings et Änglagård devaient suivre. C'est le terme fup (abrév. de folk under päverkan, « folk sous influence ») qui désigne les musiques suédoises métissées entre traditionnel, jazz, world, etc.

### Jazz
Le jazz suédois est représenté par Jan Johansson, Alice Babs, Esbjörn Svensson Trio, Jacob Karlzon, Nils Landgren, Bobo Stenson, Mats Gustafsson, Anders Jormin, Koop, Monica Zetterlund, Palle Danielsson, Lars Danielsson, Torbjörn Zetterberg, Jonas Hellborg, Ulf Wakenius, Mats Rondin, Magnus Lindgren et Putte Wickman.

### Hip-hop
Quant au hip-hop, il devait trouver en Snoopy son digne représentant, même si comme Timbuktu, Petter et The Latin Kings (sv).  

### Rock et heavy metal
La scène du rock suédois voit apparaître dans les années 2000 les noms d'Eskobar, Clawfinger, The Sounds, Peter Bjorn and John, The Hives, Hardcore Superstar, Millencolin, Loney, Dear, The Hellacopters, Mando Diao, Shout Out Louds, José González, Stefan Olsdal, The Knife, The Ark, Jens Lekman et Royal Republic. Leurs succès est tel[réf. souhaitée] qu'il existe des clubs spécialisés en rock suédois dans bien des capitales européennes[réf. souhaitée].
Pour le hard rock, on peut[style à revoir] citer encore Refused, The (International) Noise Conspiracy, The Hellacopters, Dungen, Sugarplum Fairy, Vains of Jenna, I'm from Barcelona, Kent, Europe et Backyard Babies. Le punk rock est représenté par Joakim Thåström (Ebba Grön, Imperiet (sv), Peace, Love and Pitbulls), Radioaktiva räker et Raised Fist.
Dans les années 1980 émerge le metal néo-classique populariser par le guitariste héro Yngwie J. Malmsteen.
Le genre le plus répandu dans le pays est le heavy metal (death metal, black metal, folk metal, death metal mélodique, metal progressif et power metal) avec : Amon Amarth, Anekdoten, Arch Enemy, At the Gates, Avatar, Bloodbath, Candlemass, Clawfinger, Cult of Luna, Darkane, Dark Tranquillity, Dark Funeral, Deathstars, Dimension Zero, Edge of Sanity, Evergrey, Ghost, HammerFall, In Flames, Katatonia, Khoma, Machinae Supremacy, Månegarm, Meshuggah, Morte Macabre, Naglfar, Nasum, Nocturnal Rites, Opeth, Otyg, Paatos, Pain, Pain of Salvation, Raised Fist, Refused, Sabaton, Scar Symmetry, Shining, Soilwork, Sonic Syndicate, The Haunted, Trettioåriga Kriget, Vintersorg, Watain, et Yngwie Malmsteen. 

### Musique électronique
La Suède est aussi célèbre pour sa scène musique électronique, house music et dance avec des artistes tels que Avicii, Basshunter, Swedish House Mafia et Axwell Λ Ingrosso.

### Autres
En 1970, la culture des dansband inspirée du swing et du rock émergea mais c'est surtout dans la musique pop que le talent musical des Suédois s'est le plus manifesté avec notamment le groupe vainqueur de l'Eurovision 1974, ABBA (composé de Agnetha Fältskog, Björn Ulvaeus, Anni-Frid Lyngstad et Benny Andersson). Roxette, Ace of Base, Kent, Carola Häggkvist, Élena Paparízou, Army of Lovers, Neneh, Eagle-Eye Cherry, Robyn, A*Teens, Nanne Grönvall, The Cardigans et Alcazar devaient suivre ce succès. En marge de ce genre, la musique de variété schlager trouve en Suède un vrai succès populaire.
La musique progressive se nomme progg et a de nombreux adeptes, comme Träd, Gräs och Stenar (sv) et Nationalteatern (sv). Dans le genre easy listening, on peut aussi citer[style à revoir] Lill-Babs Svensson, Marie Fredriksson, Per Gessle, Ted Gärdestad et Lena Philipsson. 

## Instruments traditionnels
Les instruments à vent comprennent : bjårskpipa, bockhorn, dragspel, clarinette, concertina, durspel, härjedalspipa, harmonica, kohorn, näverlur, offerdalspipa et säckpipa.
Les instruments à cordes comprennent : drejelire, fiol, hummel, moraharpa, nyckelharpa, et violon.

### Sources
- (en) Swedish Traditional Music sur norbeck.nu (web.archive.org)
- (en) Swedish Traditional Music Links sur rfod.se (web.archive.org)
- (en) Swedish Traditional Music Links sur rfod.se (web.archive.org)
- [PDF] Musique actuelle sur sweden.se (web.archive.org)